# Coryphella pseudoverrucosa
Coryphella pseudoverrucosa is een slakkensoort uit de familie van de Coryphellidae. De wetenschappelijke naam van de soort is voor het eerst geldig gepubliceerd in 2015 door Martynov, Sanamyan en Korshunova.